# Calendar Man
Calendar Man, pravim imenom Julian Gregory Day, stripovski je superzlikovac koji se pojavljuje u stripovima što ih izdaje DC Comics, isključivo kao protivnik Batmana i njegove obitelji. Calendar Man se premijerno pojavio u stripu Detective Comics #259 (rujan 1958.), a za njegovo stvaranje su bili zaslužni Bill Finger i Sheldon Moldoff. Opsjednut kalendarima, datumima i praznicima, Calendar Man je kroz godine doživio osjetne promjene; isprva zamišljen kao vrlo neobičan i komičan Batmanov protivnik koji je činio različite zločine na praznike, iako uglavnom bezopasan, Day je u kasnijim interpretacijama prikazivan kao visoko inteligentni ubojica koji je svoje zločine usklađivao prema određenim datumima. Njegova inačica iz Loeb-Saleovog serijala uspoređena je s onom Hannibala Lectera (Anthony Hopkins) u filmu The Silence of the Lambs. Ipak, unatoč porastu njegova notoriteta, Calendar Man je relativno malo korišten i to uglavnom kao sporedni zlikovac u pričama o Vitezu tame.
Izvan stripova, Calendar Man se u svojoj stvaroj ulozi pojavljivao relativno malo. Izuzev ženske verzije u animiranoj verziji The New Batman Adventures, Calendar Man se pojavio u animiranoj seriji Batman: The Brave and the Bold, gdje mu je glas posudio Jim Piddock, te u serijalu igara Batman: Arkham, gdje mu je glas posudio Maurice LaMarche, iako je i ovdje imao prilično sporednu ulogu. Calendar Man je bio najavljen i kao jedan od zlikovaca za seriju Gotham.

## Pregled lika
Kao što mu i samo ime govori, Calenrar Man je lik opsjednut kalendarima i praznicima, što je odlika koja ga je pratila još od prvog pojavljivanja. Taj dio njegove ličnosti ostao je nepromijenjen još od 1958. godine i stripa Detective Comics #259 (rujan 1958.), iako su intenzitet i opasnost koju je Calendar Man predstavljao za Batmana varirali. Isprva je on, u duhu cjelokupnog razdoblja, bio vrlo komičan protivnik, specifičan, osim po opsesiji praznicima, po tome što je nosio kostime koji bi na ovaj ili onaj način odgovarali danima ili praznicima na koje je počinjavao svoje zločine. U tim okolnostima, Calendar Man načelno nije bio pretjerano opasan protivnik za Viteza tame, što može biti jedan od razloga zašto ga u stripovima nije bilo čak 20 godina (od 1958. do 1978.).
Ipak, Calendar Man je gotovo pa revitaliziran tokom 90-ih godina, mahom kroz serijal Tima Salea i Jepha Loeba, gdje je prikazan kao visokointeligentni serijski ubojica, i dalje opsjednut datumima, ali mnogo opasniji i bizarniji lik nego ikada prije. Calendar Man je u kasnijim adaptacijama, što stripovskim, što deriviranim, dobio priličnu dozu notoriteta među Batmanovim protivnicima, prikazivan kao izuzetan psiholog i vrlo inteligentan protivnik, iako je njegova opsjednutost datumima bila i njegova najveća slabost. Ipak, čak ni u ovom periodu nije pretjerano često korišten te je i dalje uživao status jednog od sporednih antagonista u serijalu.
Tokom New 52 serijala, Calendar Man, odnosno Julian Gregory Day, prikazan je kao reporter za Channel 52, dok je u Rebirth serijalu dobio i supermoć da se njegovo tijelo regenerira, ovisno o godišnjim dobima.
Što se tiče vizualnog izgleda, Calendar Man nije prolazio kroz neke drastične promjene. Doduše, njegovi kostimi, koji su u kasnijem periodu odbačeni, jesu, ali to je bilo zbog same prirode njegove lika i njihove obvezne usklađenosti s datumima i praznicima. Uglavnom je prikazan kao muškarac srednjih godina, bez nekih specifičnih obilježja, isprva s kosom, a kasnije ćelav; iznimka je tek drugi dio Loeb-Saleovog serijala, Batman: Dark Victory, gdje je prikazan s tetovažom skraćenica za mjesece u godini, koja mu je kružno išla oko glave. To je bila jedina osjetna promjena u odnosu na Batman: The Long Halloween, koji je postavio temelje za moderni izgled Juilana Dayja.

## Biografija
Calendar Man je zbog bezopasne bizarnosti svojih zločina u svojoj početnoj fazi, kao i jednakom takvom modō operandō, doživljavan vrlo bezazleno kako od strane drugih likova, tako i od samih čitatelja. I dok je u nekim suvremenim inačicama dobio na notoritetu i čak je stekao status ozbiljnijeg protivnika Viteza tame, u konačnici je Calendar Man ipak ostao jedan od sporednih zlikovaca unutar serijala. Zanimljivo je kako nikada nije dobio svoju službenu stripovsku genezu, odnosno nikada nije objašnjeno kako i zašto je postao tako fasciniran kalendarima, a s obzirom na eslakaciju njegovih kriminalnih djela tokom godina (od krađe do serijskih ubojstava), teško je uopće zamisliti jedinstvenu genezu koja bi obuhvatila sve te promjene bez da ruši neke ranije postavljene činjenice ili da se pak referira na samo jedno razdoblje u njegovoj povijesti. Istina, on jest dobio svoju genezu u serijalu videoigara Batman: Arkham, gdje je prikazan kao jezivi serijski ubojica koji se hvali svojim pothvatima, koja kroz fragmentirane priče govori o razvoju njegove opsesije, međutim zbog činjenice da ista nikada nije prenesena u same stripove, ne može se smatrari kanonskom. Stoga će ovaj dio sadržavati samo njegovu kanonsku (stripovsku) biografiju, od njegovih gotovo benignih početaka do sticanja notoriteta u kasnijem periodu.

### Inicijalna pojavljivanja
Calendar Man se kao zlikovac prvi puta pojavio u stripu Detective Comics #259 (rujan 1958.), u priči "The Calendar Man!", čiji su autori Bill Finger i Sheldon Moldoff. Calendar Man iz ove priče uvelike je drugačiji od svojih suvremenih inačica, kako po vanjštini i identitetu, tako i po načinu realizacije svojih zločina. Debitira na samom početku i to javnim pismom upućenim Batmanu, u kojem ga izaziva da uspije riješiti pet uzastopnih krađi koje korespondiraju s četiri godišnja doba, ali i dodatnim, "petim godišnjim dobom". Zbunjeni značenjem dodatnog godišnjeg doba, Batman i Robin očajnički pokušavaju spriječiti Calendar Mana tokom naredna četiri dana; naime, zlikovac se odijeva u prikladne kostime (cvjetni kostim za proljeće, užareni kostim za ljeto, vjetroviti kostim za jesen i kostim snjegovića za zimu) i krade velike količine novca s prikladnih događanja. Nakon četiri dana, Calendar Man je uspješno izbjegao hapšenje i još je uspio u dijelu krađa, što je stanovnike Gothama potaklo da promisle kako je Vitez tame konačno naišao na dostojnog protivnika. Ipak, Batman shvati kako se ključ krije u "petom godišnjem dobu" te ubrzo shvati kako su zločini tokom pet uzastopnih dana natempiratni baš tako zato što je njihov počinitelj u Gothamu samo pet dana; Robin i on u novinama otkriju najavu petodnevnog nastupa mađioničara Maharaje, koji nakon toga odlazi u Europu. Shvativši sve, Batman i Robin odlaze do mađioničara i suoče ga s istinom, nakon čega on pokuša pobjeći, ali bezuspješno. Batman na kraju objasni kako se u Indiji sezona monsuna naziva i "petim godišnjim dobom", što je uz sve ostale elemente, upućivalo na mađionara s indijskim imenom kao pseudonimom.
Više od dvadeset godina, Calendar Man se uopće nije pojavljivao u stripovima sve dok ga Len Wein nije vratio u priči "A Caper A Day Keeps The Batman At Bay!", objavljenoj u stripu Batman #312 (lipanj 1979.). I ovdje je Calendar Man, čije ime još uvijek nije otkriveno, odabirao prikladne kostime i lokacije, međutim ovoga se puta fokusirao na dane u tjednu, a ne godišnja doba; na taj je način učinjen prvi korak prema nastanku moderne verzije Calendar Mana, koji je svoje zločine temeljio upravo na specifičinim danima i blagdanima. Tako je u ponedjeljak, odjeven u Mjesec, napao planetarij (jer je ponedjeljak dobio ime po Mjesecu), u utorak, odjeven u ratnika, napao Muzej vojnih antikviteta (jer je utorak dobio ime po Týru, nordijskom ratniku i božanstvu), dok je u srijedu napao glavni muzej odjeven kao Odin (jer je srijeda dobila ime po glavnom nordijskom bogu). Svaki put, Calendar Man je na mjestu zločina ostavio stranicu kalendara kao najavu sljedećeg zločina. U četvrtak, Batman i Jim Gordon čekaju na Calendar Mana, koji je napao Van Dykeovu umjetničku galeriju odjeven u futuristički kostim i naoružan improviziranim Mjölnirom, pošto je četvrtak dobio ime po nordijskom bogu munje, Thoru. Batman ga ovoga puta dočeka, ali nakon borbe, Calendar Man ipak bježi, a Jim Gordon i policija spašavaju ošamućenog Batmana; naime, Calendar Man je Batmana pogodio ultrazvučnim oružjem koje ga je gotovo ubilo. 
Sljedeća dva dana, Bruce Wayne se oporavljao, što je Calendar Man itekako iskoristio. U petak je, prikladno odjeven, napao luksuzno vjenčanje, a sve u skladu s činjenicom da je taj dan dobio ime po nordijskoj boginji Frigg, Odinovoj ženi; važno je napomenuti da se simbolika imena temelji na etimologiji dana u tjednu u engleskom jeziku. U subotu je, odjeven kao Saturn, napao ekološki marš i ponovo bio uspješan u svom pothvatu. U nedjelju, Bruce Wayne se oporavlja i uspijeva prevariti Alfreda, koji mu ne dozvojava da ode, i kreće po Calendar Mana. Iako je policija očekivala novi zločin, Batman je shvatio da je Calendar Man odlučio iskoristiti "dan odmora" i napustiti Gotham, znajući da će ga Gordon čekati. I dok Calendar Man, bez ikakvog kostima, nastoji pobjeći, Batman ga dočeka prije nego što uđe u vlak; ovaj napadne Viteza tame listovima kalendara i da se u bijeg. Nakon što u tunelu odbaci svoju odjeću, Calendar Man se pojavljuje u novom kostimu, koji je dobio nadimak "Calendar Cape" kostim, a bio je njegov zaštitni znak tokom narednih godina, sve dok se suvremena inačica nije usustavila; kostimirani izgled korišten je i u nekim animiranim inačicama. Nakon potjere na tračnicama, Batman ga uspijeva pogoditi Batarangom i tako ošamutiti, nakon čega ga predaje policiji.
Nakon ove priče, uslijedila je još jedna, razmjerno kraća, pauza prije nego što se Calendar Man ponovo pojavio 1985. godine u trodijelnoj priči Douga Moencha, prezentiranoj u stripovima Batman #384-385 (lipanj-srpanj 1985.) i Detective Comics #551 (lipanj 1985.), a koja je bila svjevrsni interludij za kultnu priču Crisis on Infinite Earths. Naime, na početku ove dvodijelne priče, zlikovac Monitor odabire Calendar Mana kao svog novog pijuna koji bi trebao ubiti Batmana. I dok Batman i Robin obavljaju svoje redovne aktivnosti, Calendar Man u svom domu kontemplira o kalendarima, svemiru, ali i smislu vlastite kriminalne karijere, pitajući se čini li zločine zbog materijalne koristi ili pak izazivanja Batmana, ali i to može li i želi li postati ubojica; ipak, određuje 21. ožujka, prvi dan proljeća, kao datum kada planira ubiti Batmana. U međuvremenu je lansirao novu seriju kalendarski orijentiranih zločina, mahom benignih, što je Batmana i Robina potaknulo na bolju pripremu; prilikom istraživanja njegove kriminalne karijere, Robin je po prvi puta otkrio njegovo pravo ime, navodeći da se radi o propalom mađioničaru po imenu Julian Day. Kao i ranije, Batman i Robin su se susreli s Calendar Manom tokom njegove serije, ali inicijalno nisu imali uspjeha i ovaj je uvijek uspio pobjeći. Ova priča pružila je i dobar uvid u privatni život Juliana Dayja, otkrivajući da se radi o usamljenom bogatašu opsjednutom kalendarima do te mjere da mu je cijela luksuzno opremljena kuća uređena pomoću kalendara i da posjeduje seriju kalendara iz različitih povijesnih perioda i civilizacija. Zanimljivo je također spomenuti i to kako su naslovnice prva dva dijela prikazivale Calendar Mana u njegovom "Calendar Cape" kostimu, iako je on, kao i ranije, koristio prikladan kostim za svaki pojedini zločin, dok se u "Calendar Cape" kostimu opće nije pojavio. I dok su se pojedinačni zločini nizali, Day je nasavio raditi na oružju koje je trebalo ubiti Batmana. Nakon još jednog nuspjelog zločina, Batman i Robin su krenuli za Calendar Manom, koji je nakon fizičkog obračuna gotovo uspio u svom naumu da iskoristi smrtonosno oružje protiv Viteza tame, ali je na koncu spriječen uz Robinovu (Jason Todd) pomoć. Unatoč važnoj ulozi u preludiju te priče, Calendar Man je imao tek kratki cameo nastup u stripu Crisis on Infinite Earths #10 (siječanj 1986.), gdje ga kratko vidimo kako prima udarac od Batmana; ovdje je imao svoj "Calendar Cape" kostim. Slično je bilo i u jubilarnom stripu Batman #400 (listopad 1986.), gdje je kratko viđen među zlikovcima koji su pobjegli iz Arkhama, čak je imao i kratku repliku, međutim je njegova uloga u priči zanemariva.
Kostimirane cameo nastupe imao je još i u stripovima Detective Comics #607 (listopad 1989.) i Justice League America #43 (listopad 1989.), čime je ujedno i zaključena serija inicijalnih pojavljivanja, prije nešto značajnijih nastupa u modernom periodu. Kao što je vidljivo, Calendar Man je bio rijetko korišteni Batmanov protivnik, naizgled opasan, ali u suštini tipski i predvidljiv. U inicijalnom razdoblju definirano je njegovo ime i temeljna prokupacija danima u godini, ali i karakteristični kostim koji ga je pratio sve do sredine 1990-ih godina, kada je konačno odbačen.

### Moderno doba
Iako je uvelike zadržao odlike ranijih interpretacija, prvom modernom inkarnacijom Calendar Mana može se smatrati inačica iz trodijelne priče "Misfits", objavljene u stripovima Batman: Shadow of the Bat #7-9 (prosinac 1992. - veljača 1993.), koju je napisao Alan Grant, a ilustrirao Tim Sale. U toj je priči Calendar Man jedan od članova istoimene, marginalne zločinačke skupine koju je okupio Killer Moth, a čiji su ostali članovi Catman i Chancer. Svjesni činjenice da su drugorazredni kriminalci u Gothamu, Misfits su se ujedinili s ciljem izvršavanja jednog zločina s plijenom od deset milijuna dolara, kojeg bi naknadno podijelili. Calendar Mana vidimo na pri samom početku, gdje planira zločin za dobrotvorni događaj u srijedu tokom kojega će građani moći upoznati gradonačelnika i Jima Gordona; kada se vrati u tajno skrovište Misfitsa, otkriveno je da ne voli mačke. U drugom dijelu priče, Misfitski kreću s realizacijom svog plana - Killer Moth i Chancer uspješno otimaju Brucea Waynea, dok Calendar Man i Catman rade isto s gradonačelnikom Armandom Krolom i Jimom Gordonom. Nakon što ih skupe u tajnom skrovištu, Killer Moth postavi otkupninu u ranije navedenom iznosu i iznese plan njezina prikupljanja, tražeći od ostalih članova da se drže zajedno kako ne bi bilo međusobnih prevara; prije nego krenu po otkupninu, Killer Moth spusti kontejner u kojemu su trojica taoca u vodu, odlučivši da će ih ubiti neovisno o otkupnini. Dok Bruce Wayne pokušava spasiti Gordona, Krola i sebe, a Robin pokušava spasiti njih, Misfitsi odlaze na dogovoreno mjesto i preuzimaju otkupninu od Sarah Essen, ali podjelu plijena odgodi intervencija Nimroda, koji od samog početka lovi Chancera. Robin je u međuvremenu oslobodio taoce, što je Bruce Wayne iskoristio da se preodjene u Batmana i dočeka Misfitse. Calendar Man je, inače, ponovo ilustrirao kako nije sklon ubojstvima, što je velika razlika u odnosu na njegove kasnije inkarnacije, gdje je uglavnom prikazivan kao serijski ubojica, išavši čak toliko da je odbio pucati u Batmana i tako spasiti svoje suradnike kada mu je ovaj rekao da je Killer Moth suprotno dogovoru planirao ubiti taoce, neovisno o otkupnini. Batman je iskoristio taj trenutak i svladao ga, a ubrzo se obračunao i s ostalim Misfitsima, čime je ovoj zločinačkoj skupini došao kraj.
Prije pojavljivanja u Loeb-Saleovom serijalu, koji je definirao modernu verziju lika, kostimirani Calendar Man pojavio se i u trodijelnoj priči tokom "Zero Hour" priče u stripovima Team Titans #13-15 (listopad - prosinac 1993.). Na samom početku, Calendar Man je pomogao Clock Kingu da pobjegne na slobodu, a kasnije se pojavio kao vođa male skupine kriminalaca orijentiranih oko teme vremena, a koje je zajedno okupio glavni zlikovac Monarch. Unatoč inicijalnoj uspješnosti plana, svi zlikovci, a među njima i Calendar Man, svladani su vrlo brzo.

#### Loeb-Saleov serijal
Trenutak u kojemu je Calendar Man prestao biti komična figura opsjednuta kalendarima i postao ozbiljan i jeziv protivnik Viteza tame dogodio se u trećem poglavlju ("Christmas") kultnog crtanog romana Batman: The Long Halloween iz 1996., čiji su tvorci Jeph Loeb i Tim Sale. Inačica Calendar Mana iz ovog romana definirala je modernu verziju tog lika i utjecala na sve kasnije interpretacije, kako one stripovske, tako i one u deriviranim materijalima i to po pitanju priče, psihologije lika, ali i fizičkog izgleda. Calendar Man je ovdje prezentiran kao jedan od zatvorenika u Arkhamu, a Batman i James Gordon dolaze kod njega po savjet oko Holidayja, koji, kao što je to radio i Calendar Man sa svojim zločinima, vrši svoja ubojstva na praznike; ipak, Loeb je zadržao značajnu odliku Calendar Mana iz ranijeg perioda, a to je da odbija biti ubojica, što je otkriveno kasnije. Zatvoren iza stakla, okružen iskidanim stranicama kalendara, Calendar Manova uloga ovdje slična je onoj Hannibala Lectera u filmu The Silence of the Lambs; Day, naime, zna identitet ubojice, kao što i Lecter zna identitet Buffalo Billa, ali odbija ga otkriti Batmanu i Gordonu, dajući im umjesto toga kriptirane tragove koje bi ovi trebali riješiti. Međutim, unatoč definirajućoj interpretaciji, Calendar Man ima razmjerno malen stvaran utjecaj na razvoj priče i pojavljuje se, zapravo, u savjetničkoj ulozi u još nekoliko kasnijih scena, gdje nije ništa jasniji u svojoj pomoći glavnim likovima. 
Iako su Gordon i Batman bili uvjereni da će uhvatiti Holidayja do veljače, Batman je u svibnju, na Majčin dan, ponovo posjetio Dayja, koji je likovao nad njihovim neuspjehom; ovoga je puta njegova ćelija bila oblijepljena novinskim isječcima o Holidayju. Day je Batmanu objasnio zašto Holiday, koga je on identificirao kao ženu, nije ubio na Aprilili, tvrdeći da se Riddler izvukao zbog prirode samog "praznika", koja je povezana uz šale i smicalice. Ubrzo Batman shvati kako Day zna tko je ubojica, međutim ovaj mu ponudi da ga pusti u zamjenu za sprječavanje sljedećeg ubojstva; Batman pokušava prisiliti Dayja da mu kaže, međutim njihov razgovor prekida bijeg Scarecrowa iz Arkhama. Na praznik rada, Batman ponovo dolazi do Dayja i informira ga da je Harvey Dent, koji je strpao Dayja u Arkham, a u međuvremenu je nestao nakon incidenta s Maronijem, tražeći njegovu pomoć oko lociranja. Tvrdeći kako nedopustivo pada u zaborav, Calendar Man upozorava Batmana kako praznik rada ima još tek par sati, a kako Gordon i on drže Holidayjevu metu u svojim rukama. Nedugo nakon tog razgovora, Alberto Falcone je uhapšen i priznaje da je on Holiday, čime slučaj naizgled dolazi svom kraju, međutim tako se samo činilo. Harvey Dent, odnosno Two-Face, ubrzo je odlučio osloboditi neke od najopasnijih zlikovaca iz Arkhama, međutim kada je došao pored Calendar Manove ćelije, samo je otišao uz nonšalantnu ispriku. To je bilo njegovo posljednje pojavljivanje u ovom crtanom romanu, definirajuće, iako relativno sporedno u kontekstu same priče, u kojoj osobno nije imao veliku ulogu.
Međutim, Julian Day (ovdje je ovo još uvijek bilo njegovo puno ime), pojavio se i u nastavku prethodnog stripa, Batman: Dark Victory, iz 2001. godine. Inicijalno identičan kao i u romanu The Long Halloween, Calendar Man je ovdje prošao kroz jednu sitnu promjenu u fizičkom izgledu, tako da si je oko ćelave glave, u krugu, tetovirao troslovne kratice dvanaest mjeseci u godini; uz to, imao je i osjetnu značajniju ulogu u samoj priči i Two-Faceovom osvetničkom pohodu. Na samom početku, Calendar Man se nalazi u istoj poziciji kao na kraju stripa The Long Halloween, samo što je dobio susjeda u liku Alberta Falconea, koji je smješten nasuprot njega u identičnoj ćeliji. Tu ima priliku svjedočiti pravnim malverzacijama koje Janice Porter, nasljednica Harveyja Denta na mjestu okružnog tužitelja, izvodi kako bi oslobodila Alberta Falconea, unatoč Gordonovom protivljenju. Nedugo nakon toga, Calendar Man bježi iz svoje ćelije tokom insceniranog napada na Arkham, koji je za cilj imao Two-Faceov bijeg. U Gothamu se, u međuvremenu, pojavljuje novi serijski ubojica, Hangman.
Tokom sumnjivog saslušanja, Alberto Falcone je pušten iz pritvora na nadzirani kućni pritvor i smješten u obiteljsku kuću. Jedne večeri, počinje čuti glasove u kući, međutim ne uspijeva otkriti njihov izvor; glasovi mu govore da ne smije prestati i da će pasti u zaborav, što kod njega izaziva kaotičnu reakciju. Glasovi se nastavljaju, u Albertovoj sobi, ponovo izazivački u prirodi, što dodatno destabilizira njegovu psihu. Nešto kasnije, tokom razgovora s bratom i sestrom, Alberto tvrdi kako je njihov otac, Carmine Falcone, zapravo živ, vjerujući kako glasovi pripadaju upravo njemu. Sedmi dio priče, "Fools", posvećen je upravo Calendar Manu, čiji se novi izgled prvi puta vidio na naslovnici te priče. U tom dijelu priče, otkriva se kako je Two-Face dovukao Calendar Mana pred fiktivno iskonstruiranu istragu pred velikom porotom kako bi ovaj rasvijetlio Hangmanov identitet. Porotu sačinjavaju drugi zlikovci, a tužiteljstvo zastupa Two-Face. Calendar Man se brani kako njegovi zločini, iako povezani s kalendarom kao i Hangmanovi, nikada nisu uključivali ubojstvo te, na postavljeno pitanje, odgovara kako je tužitelj u njegovom slučaju bio Harvey Dent. Two-Face se tada vraća na slučaj Holiday, na što Calendar Man ustvrđuje kako je cijelo vrijeme pomagao Batmanu i policiji jer je njegovo ime odlazilo u zaborav, a on to nije mogao dozvoliti. Na Two-Faceov upit, Calendar Man odgovara kako je cijelo vrijeme znao pravi identitet Holidayja, sugerirajući kako to nije bio Alberto Falcone; no, kada želi navesti pravog ubojicu, Two-Face izvadi pištolj i zaprijeti Calendar Manu, nakon čega ovaj zašuti, sugerirajući tako da i on zna pravog ubojicu, ali iz nekog razloga želi zatajiti taj podatak. Joker tu scenu promatra s velikim zanimanjem. Nakon toga, Two-Face prelazi na Hangmanov identitet, a Calendar Man zaključuje kako je jedino logično objašnjenje Harvey Dent, međutim Two-Face takvo rješenje smatra previše očitim i optužuje Calendar Mana da je zapravo Hangman, tvrdeći da kao što čovjek može promijeniti izgled (referirajući na tetovaže), isto tako može promijeniti i modus operandi da ovaj uključuje i ubojstvo. Calendar Man odbija krivnju i upozorava Two-Facea da bi trebao pitati Harveyja Denta za podatke koje traži, sugrerirajući mu da požuri jer je tada bio prvi april; u međuvremenu, Batman i Gordon nastavljaju s istragom, ali na odvojenim lokacijama. Nešto kasnije, Alberto ponovo priča sa svojim glasovima i dobije na poklon, u očevoj kutiji, identično oružje kao ono s kojim je Holiday počinio sva svoja ubojstva, iako i dalje vjeruje da priča s ocem.
Vrijeme prolazi, a serija ubojstava se nastavlja; Alberto Falcone dobije naredbu od glasa za kojeg vjeruje da je očev da ubije svoju sestru i tako preuzme čelnu poziciju u obitelji. Iako dolazi do Sofije, Alberto ju ne ubija i sumnjičavo odlazi natrag u svoju sobu. Nakon što Two-Face ubije Janice Porter i zatraži Calendar Manovu pomoć, Alberto Falcone se budi krvav, a u krevetu mu se nalazi leš ubijene tužiteljice. Glas mu izražava svoje razočarenje, iako se Alberto pravda ocu kako on nije ubio Porterovu, na što mu glas govori da mu nitko neće vjerovati; kada Alberto upita oca što da radi, ovaj mu sugerira da počini samoubojstvo. Tik prije nego što se propuca, Alberto shvati da otac to nikada ne bi tražio od njega, nakon čega propuca veliko ogledalo u svojoj sobi, otkrivši kako se iza njega nalazi nitko drugi doli Calendar Man. Day je glumio Albertova oca i tako utjecao na njegovu psihu, a sve sukladno dogovoru što ga je sklopio s Two-Faceom, ali i kako bi ostao zapamćen. Dva sata kasnije, Gordon i Batman pronalaze Dayja kako leži bez svijesti ispred obiteljskog doma Falconeovih, slomljene vilice i u kritičnom stanju; uz to, na njemu se nalazi i Albertov uređaj za praćenje, dok su Sofia i on nestali. Bilo je ovo posljednje pojavljivanje Calendar Mana u ovoj priči, iako je u posljednjem dijelu otkriveno da je ranio Alberta u trbuh.
Sumarno, Loeb i Sale su u svom kultnom serijalu napravili velike promjene u interpretaciji i percepciji Calendar Mana kao lika. Iako su zadržali staro ime (Julian Day) i njegovu odlučnost u izbjegavanju ubojstava, Calendar Man je prošao kroz značajnu promjenu u fizičkom izgledu, koja će postati uzor za sve kasnije interpretacije, ali i karakterno, postavši jezivi i izrazito inteligentni Batmanov protivnik. Njegov um je opisan kao značajno poremećen, a zbog svojih je zločina, iako oni nikada nisu bili nasilni u svojoj prirodi, smješten u posebno izolirani dio Arkhama, što ide u prilog njegovom notoritetu. Vrlo vješt u dedukciji, ali i vrstan manipulator, Calendar Man je u nekoliko instanci bio korak ispred čak i u odnosu na Batmana, što je odlika pripisana tek rijetkim njegovim protivnicima. Iako će Day kasnije prolaziti kroz još izmjena, koje će dodatno naglašavati njegov notoritet, sve moderne interpretacije lika direktno su proizašle iz ovog serijala.

#### Pre-New 52
Unatoč stečenom notoritetu, Calendar Man nije pretjerano povećao svoje pojavljivanja u pričama nakon Loeb-Saleovog serijala. Imao je cameo pojavljivanje u stripu Detective Comics #775 (prosinac 2002.) kao jedan od zatvorenika u Arkhamu, a kratko se pojavio i u stripu Harley Quinn #38 (siječanj 2004.), posljednjem izdanju, gdje ga ponovo vidimo u Arkhamu kako razgovara s naslovnom antagonisticom o zatvoreniku u izolaciji. Njegovo konačno oslobođenje iz Arkhama uslijedilo je u prvom izdanju priče Batman: Battle for the Cowl (ožujak - svibanj 2009.), iako se i ovdje pojavio samo u cameo ulozi i kasnije pridružio Black Masku II, koji ga je i oslobodio.
Uz još nekoliko manjih i cameo pojavljivanja, Calendar Man je svoje posljednje veće pojavljivanje prije New 52 serijala imao u stripovima Legends of the Dark Knight #30-32 (prosinac - siječanj 2012.), u priči "What Happened Was...". Nakon incidenta na stadionu Gotham Knightsa, svjedoci govore policiji kako je Batman naglo prekinuo vatromet za Dan nezavisnosti i napao Calendar Mana, koji je, odjeven u domoljubni kostim, predvodio predstavu. Tokom njegova napada na zlikovca, došlo je do incidenta i eksplozije koja je izazvala opći kaos; svjedoci su sugerirali kako je Batmanov napad doveo do incidenta. To isto sugerira i Calendar Man kada ga policija krene ispitivati; detektiv Kelly ga u ovom izdanju prvi puta oslovljava s Julian Gregory Day, čime je Calendar Manovo puno ime otkriveno po prvi puta. Nešto grubljeg izgleda, ali s karakterističnim tetovažama oko glave, Calendar Man je i dalje bjegunac, tražen zbog otmice, ugrožavanja javnosti i drugih kaznenih djela, ali mu detektiv Kelly ipak pruža priliku da ispriča svoju verziju priče, prema kojoj je Batman jedini i isključivi krivac. Calendar Man govori kako je, unatoč zabrani, greškom dobio dozvolu za održavanje javnog vatrometa te je odlučio, sukladno svojoj maniji, educirati građane Gothama o tom važnom datumu upravo preko vatrometa kojega je sam pripremio. Cijela organizacija protekla je bez problema, a onda se, prema Calendar Manovim riječima, Batman iznenada pojavio i napao ga. Day ga je nastojao uvjeriti da je sve u redu i da bude oprezan jer bi mogao aktivirati vatromet i izazvati katastrofu, međutim Batman je bio nerazuman i izvan kontrole, napadajući Dayja, što je dovelo do incidenta. I dok je Calendar Man ostao pri tome da je bio tek nedužna žrtva Batmanovog maničnog ispada, detektiv Kelly mu nije povjerovao te je odlučio odvesti ga u pritvor. Treći dio otkriva što se doista dogodilo, prikazujući da je Batman doista napao Calendar Mana preventivno, ali kako je Calendar Man zapravo planirao "revolucionarni čin" te kako je on osobno aktivirao vatromet i tako gotovo izazvao katastrofu, dok ga je Batman nastojao spriječiti pri čemu je bio donekle uspješan. Ovo je bilo Dayjevo posljednje značajno pojavljivanje u pre-New 52 periodu, a koje je ilustriralo kako je njegova interpretacija postala osjetno zlobnija nego ranije.
Iako se osobno nije pojavio u priči, Calendar Man je spomenut i u stripu 52, gdje obavijest preko radija prenosi informaciju da je netko uhapsio i pripremio Dayja za policiju grada Gothama, u kojemu u tom trenutku nema Batmana; kasnije se ispostavlja kako je posao odradila Batwoman, nova heroina u Gothamu.

#### New 52
Calendar Man je i tokom New 52 serijala nastavio dobivati vrlo malo prostora, iako se, paradoksalno, od 2013. godine pojavljivao u stripovima svakog tjedna i to u sklopu marketinške kampanje koju je DC Comics provodio preko reklamnog mini-stripa Channel 52. Day je bio jedan od reportera koji su, na tjednoj bazi, izvještavali čitatelje o događanjima unutar DC-jevih stripova. Izdanja ovog mini-stripa nisu pratila nikakvu konkretnu radnju već su figururali kao novinski izvještaji, iako je Calendar Man tokom istraživanja Robinove smrti završio u Arkhamu, odakle je odrađivao jedan dio svojih izvještaja.
Međutim, unatoč toj opskurnoj ulozi, Calendar Man je u stripu Detective Comics Annual #3 (rujan 2014.), točnije u priči "Icarus: Chaos Theory" (koja je bila dio tada aktualne priče u sklopu stripa Detective Comics), dobio svoju prvu i dotad jedinu genezu, iako se ista zbog drastičnih odstupanja od svih ranijih interpretacija lika, ali i činjenice da nije prikazala direktnu vezu između kriminalca Juliana Dayja i Calendar Mana, mora uzeti s određenom rezervom. Brian Buccellato je u ovoj priči Juliana Dayja prikazao kao agresivnog snagatora koji dila opasnu drogu imena Icarus za gangstera Squida, koji Dayju daje u zadatak da se pobrine za veliku pošiljku druge, a sve to pred vlastitim bratom. U kafiću, Day govori Squidovom bratu kako su "imena" u Gothamu jako važna, na što ga ovaj provocira zbog njegovog imena (Julian); iako naizgled miran, Day svom snagom odvali Squidovog brata šakom u trbug i odlazi u toalet. U toaletu ga dočekuje Batman, prerušen u lik Matchesa Malonea, te ga brutalno pretuče, naizgled bez jasnog povoda. Ipak, flashback scene u kasnijim scenama stripa otkrivaju kako je Batman, radeći na razbijanju lanca trgovine drogom, upoznao Adena Dayja, Julianovog sina, koji mu je otkrio važne informacije o slučaju, a koje je načuo od svog oca.
Tokom razgovora, Batman je saznao da je Julian zaboravio na rođendan svoga sina te da ga fizički zlostavlja, što je u njemu izazvalo sažaljenje i bijes. Na taj je način objašnjen povod za tučnjavu između Malonea i Dayja, prilikom čega je potonji izvukao deblji kraj. Nakon što ga je svladao, Malone je Dayju rekao da si nabavi kalendar, a kada su Squidovi ljudi došli provjeriti što je s Dayjem, čuli su ga kako, mrmljajući, traži kalendar. Ova scena trebala je, u kontekstu geneze, poslužiti kao indicija transformacije Juliana Dayja, agresivnog i bahatog snagatora, u hladnog i kalkuliranog Calendar Mana, kriminalca opsjednutog kalendarima i datumima. Ipak, nijedno izdanje iz New 52 serijala nije se nastavilo na ovu priču niti je ona ikada dalje istraživana, a Rebirth je kasnije ponudio sasvim drugačiju priču za Calendar Mana, ne nadovezujući se na ovu sugeriranu genezu. Nakon cijele afere, Bruce Wayne se pobrinuo da Aden, kojega je Batman ranije spasio od otmičara, dobije novu obitelj i tako bude uklonjen iz Calendar Manovog života.

#### Rebirth
Prilikom lansiranja DC Rebirtha, Calendar Man je bio prvi Batmanov protivnik koji se pojavio u stripovima pod novim naslovom. U stripu Batman: Rebirth #1 (kolovoz 2016.), na samom početku možemo vidjeti Dayja kako se bori s Batmanom, koji nastoji spriječiti njegov plan da pusti smrtonosne spore po Gothamu. Iako nije dominirao stripom u kvantitativnom smislu, bilo je razvidno kako je Calendar Man prošao kroz određene promjene. Fizički izgled ostao mu je mahom nepromijenjen, uz izuzetak što su skraćenice mjeseci na tetovaži na glavi zamijenjene rimskim brojevima. Druga značajna promjena bila je i ta da je Day, po prvi puta, jasno iskazao ubilačke namjere, što je veliki skok u odnosu na ranije verzije lika, koje nisu bile voljne prijeći tu granicu. No, treća i vjerojatno najznačajnija promjena, a koja je otkrivena u kasnijem dijelu priče, tiče se, kako se čini, supermoći koju je Calendar Man dobio, a koja je njegov zločinački naziv učinila manje simboličnim, a više doslovnim. Naime, kako je demonstrirano, Calendar Manovo tijelo mijenja se zajedno s godišnjim dobima tako da on tokom jeseni i zime stari i propada, da bi na proljeće bio "ponovo rođen" tako što odbacuje staru kožu i ponovo postaje mlad; sam Batman još uvijek nije bio otkrio mehanizam te sposobnosti.
Nakon cameo nastupima u stripovima Batman #9 (prosinac 2016.) i #17 (veljača 2017.), gdje ga vidimo kao jednog od zatvorenika u Arkhamu, Day je imao i jednu kraću scenu s Baneom u stripu Batman #19 (svibanj 2017.), prilikom pohoda potonjeg po Arkhamu, gdje mu je govorio o konstantnim repeticijama u životu, navodeći mu kako ni Batman ni on nikada neće stati; Bane ga je samo udario šakom i ošamutio te otišao.

## Moći i vještine
Opsjednut kalendarima i datumima, Calendar Man isprva nije bio pretjerano opasan protivnik Viteza tame, iako je svojim lukavstvom istome zadavao velike probleme. U svojim inicijalnim pojavljivanjima, prikazivan je kao izrazito inteligentan kriminalac i vrhunski majstor prerušavanja, iako su njegove krinke nekada bile namjerno očite; s druge strane, kada je to htio, uspijevao je čak i Batmana držati u neznanju dugo vremena. Često je prikazivan i kao vješt izumitelj te kao fizički vrlo spretan protivnik, iako je potonja odlika vrlo rijetko dolazila do izražaja. U svom je pristupu vrlo pedantan te uvijek pomno isplanira svoje zločine kako bi bili što uspješniji, ali i kako bi figurirali unutar njegove fiksacije datumima.
Kasnije interpretacije dodavale su mu notoritet, iako je sve do 2012. godine prikazivan kao kriminalac koji iz moralnih razloga odbija ubijati; kasnije verzije prikazale su njegovu sklonost nasilnom kriminalu kao nešto normalno. Njegov intelekt je posebno došao do izražaja u Loeb-Saleovom serijalu, gdje je, u maniri Hannibala Lectera, kriptično asistirao Batmanu i Gordonu u lovu na Holiday Killera, znajući, zapravo, cijelo vrijeme njegov pravi identitet. Ovdje su do izražaja došle i njegove sposobnosti manipulacije i dedukcije, potonje posebno jer ni Batman ni Gordon nisu znali na koga Day referira u svojim zagonetkama.
Konačno, DC Rebirth serijal je Dayju pridodao i određene nadnaravne sposobnosti. Naime, njegovo tijelo se mijenja, odnosno stari i propada sukladno promjenama godišnjih doba u Gothamu. Sukladno tomu, Calendar Man zimi izgleda kao starac na samrti samo da bi se u proljeće "ponovno rodio" s mladolikim izgledom i to iz vlastite, uništene kože. Prilikom tih promjena dolazi do promjene njegovog DNK, iako mu sjećanja ostaju netaknuta.

## Ostale verzije
Calendar Man se pojavljivao i u nekoliko alternativnih priča, koje se ne smatraju dijelom korijenskog kanona priča o Batmanu. U sklopu Multiversea, Calendar Man je imao sljedeća pojavljivanja:

### Batman Beyond
Kao što je to bio slučaj i s mnogim drugim likovima, strip Batman Beyond je prezentirao sudbinu starijeg Calendar Mana u kontekstu futurističkog svijeta u kojemu je Terry McGinnins postao Vitez tame. Day se pojavljuje u priči "Hush Beyond", a vidimo ga kako, u kolicima, izrađuje eksplozivnu čestitku koja bi trebala ubiti Barbaru Gordon. McGinnins ga posjeti i spriječi, međutim, ubrzo se u stanu pojavljuje i Hush, sada neuspjeli klon Dicka Graysona, napada McGinninsa, tvrdeći kako su Batmanova "prava obitelj" njegovi brojni neprijatelji. Dok se McGinnins oporavja od napada, Hush uzima eksplozivnu čestitku i nagura ju Dayju u usta te nestaje; Batman pokuša spasiti Calendar Mana, ali dolazi prekasno i ovaj umire u eksploziji.

### Adaptacije

#### Batman: The Brave and the Bold
U ovome stripu, koji je adaptacija istoimene serije, Calendar Man se pojavljuje u priči "Final Christmas". Modeliran prema kostimiranoj verziji iz 70-ih i 80-ih godina, Calendar Man planira počiniti zločin na Božić, samo da bi prilikom toga susreo Batmana. Kada Vitez tame biva teleportiran u svemir kako bi pomogao Adamu Strangeu, Calendar Man taj događaj smatra božićnim čudom. Nakon što Batman uspije spasiti svemir od uništenja, vrati se u Gotham i bez većih poteškoća svlada Dayja.

#### Videoigre
Calendar Man se pojavio i u nekoliko stripovskih adaptacija priča koje su inicijalno prezentirane u videoigrama. Tako se pojavio i u uvodnim stripovima za igre Injustice: Gods Among Us i Injustice 2. U prvom slučaju, svoje premijerno pojavljivanje imao je u 15. poglavlju, gdje je bio frustriran što ga Robin ne prepoznaje, a kasnije pokušava prisjetiti Wonder Woman na jedan njihov raniji susret, kada mu je, spriječivši ga u počinjenju zločina, slomila rebro, međutim ostaje razočaran kada shvati da ga ni ona ne prepoznaje. U sljedećem poglavlju, sudjeluje u pobuni koju je organizirala Harley Quinn te kasnije pomaže Killer Crocu da drži Batmana dok ga Riddler planira ubiti kamenom; Vitez tame se uspijeva osloboditi uz pomoć Green Arrowa. U sljedećem pojavljivanju se borio s Nightwingom, ali nije mu predstavljao nikakav izazov. Posljednje pojavljivanje imao je tokom scene kada brojni zatvorenici u Arkhamu tužno promatraju kako Batman iznosi Nightwingovo tijelo iz azilija. U stripu koji je poslužio kao uvod u drugu igru, Calendar Man je član Suicide Squada iz tog univerzuma. Kada Reverse-Flash, prerušen u Batmana, preuzme kontrolu nad skupinom, Calendar Mana proglasi beskorisnim te ga namjerava dignuti u zrak zajedno s njemu sličnim zlikovcima, ali Day ima sreće jer je bomba postavljena na njegov vrat bila pokvarena; lažni Batman ga je tako ostavio u Pentagonu.
Calendar Man se pojavio i u stripovima povezanim s Batman: Arkham serijalom, gdje je njegova priča i uloga u serijalu dodatno objašnjena i proširena; više detalja o tome dostupno je niže u tekstu.

## Psihološki profil
Za razliku od nekih drugih zlikovaca iz Batmanova univerzuma, psihološki profil Calendar Mana razmjerno je jednostavan i nema pretjerano spornih točaka. To je mahom posljedica da njegov lik nije pretjerano često korišten i da nikada nije dobio pravu genezu, sukladno čemu se nitko od autora koji su ga koristili u svojim pričama nije pretjerano detaljno bavio njegovom psihom.
Glavna odlika Dayjeve psihe je njegova opsjednutost kalendarom i datumima, odnosno praznicima i obljetnicama. Ona ide toliko daleko da da Calendar Man sve svoje zločine planira sukladno praznicima ili specifičnim datumima, nastojeći na simboličan način odati počast obljetnici kroz svoje zločine; u ranijoj fazi to je radio kroz prikladne kostime, dok je kasnije naprosto odabirao konkretne datuma za egzekuciju vlastitih zločina. U jednom je trenutku njegov kriminal trebao imati čak i pedagošku funkciju, iako se i dalje radilo o Dayjevoj bizarnoj fiksaciji. Ta najistaknutija odlika Dayjevog profila indikativna je ka opsesivno-kompulzivnom poremećaju, ali i istovjetnom poremećaju ličnosti, odnosno komorbiditetu tih dvaju sličnih poremećaja. S jedne strane, njegova fiksacija na datume i šablonsko ponašanje protiv kojega se ne može boriti indikativna je ka prvome, dok je njegova vlastita mentalna organizacija, odnosno njegova inteligencija, smirenost, kalkuliranost i perfekcionizam, indikativna ka drugome. U tom je kontekstu Day vrlo jasan i nema pretjeranih dvojbi oko definiranja njegovog profila.
Neke kasnije verzije dodavale su određene psihološke specifičnosti Dayju, poput kalkulirane manipulativnosti u maniri Hannibala Lectera, međutim iste nisu bile u potpunosti prihvaćene u svim narednim pojavljivanjima; ipak, Day je, kako su godine odmicale, počeo dobivati sve više psihopatskih odlika. To je možda bilo najrazvidnije kroz drastičnu promjenu u njegovom načinu djelovanja, odnosno rušenju nekoć jasnih moralnih barijera. Naime, Calendar Man je na početku svoje kriminalne karijere odbijao ubijati, foksuirajući se isključivo na imovinski kriminalitet, što je išlo toliko daleko da je zbog tog moralnog kodeksa odbio ubiti Batmana kada mu se ukazala direktna prilika. Ta je odluka zadržana dosta dugo, moderne interpretacije su ju postepeno isključivale i počele su prikazivati Dayja kao ubojicu, nekad manijakalnog, nekad hladnokrvnog, s izraženim psihopatskim odlikama.
Sumarno, Calendar Man je zbog svoje vlastite sporednosti u kontekstu Batmanovih protivnika lik čiji je profil prilično jednostavan za analizirati. Zbog činjenice da se liku tokom godina pristupalo gotovo šablonski, bez ozbiljnog pokušaja dubinske analize ili predstavljanja geneze, njegove najočitije odlike, odnosno njegova opsesivno-kompulzivna fiksacija kalendarom, ostale su u fokusu njegova lika, dok su sve ostale promjene više bili detalji koje su pojedini autori ubacivali u vlastite interpretacije.

## Medijske adaptacije
S obzirom na status sporednog zlikovca unutar stripova, Calendar Man nije bio pretjerano često korišten u deriviranim materijalima, tako da je većina informacija o njegovom liku dostupna kroz stripovski materijal. Svoje prvo pojavljivanje u nekom deriviranom materijalu imao je 1998. godine i to u vidu ženske verzije samoga sebe u animiranom serijalu The New Batman Adventures, dok je prvo pojavljivanje kao Calendar Man imao 2009. godine u animiranoj seriji Batman: The Brave and the Bold. Najznačajnije derivirano pojavljivanje imao je u serijalu igara Batman: Arkham, gdje je dobio vrlo detaljnu pozadinu i dobro razrađenu biografiju.

### Televizija i film
Iako je u stripovima prisutan još od 1958. godine, Calendar Man se u nekom od deriviranih materijala prvi put pojavio tek 40 godina kasnije, točnije 25. travnja 1998., kada je emitirana "Mean Seasons", trinaesta epizoda animirane serije The New Batman Adventures. Ipak, čak ni ovdje se Julian Day nije pojavio u pravoj verziji, već se radilo o ženskoj verziji lika, Calendar Girl, koja se pojavila kao zlikovka u toj epizodi, a kojoj je glas posudila Sela Ward; tvorac serije, Paul Dini, bio je izjavio kako nema namjeru koristiti Dayja u istoj, mahom jer isti u to doba još uvijek nije smatram dovoljno opasnim protivnikom za Batmana, pa je ženska inačica stvorena kao zamjena. Calendar Girl, pravim imenom Paige Monroe, bivša je manekenka i glumica, popularna i poznata u mladosti, ali čija je karijera s godinama propadala, a ona sama je potonula u zaborav. Kao Calendar Girl, ona napada događaje i otima čelne osobe na događajima koji su ranije oblikovali njezinu karijeru, a sve sukladno godišnjim dobima; tako na Uskrs otima voditeljicu modne revije, na 4. srpnja otima čelnika automobilske tvrtke, a na Halloween otima čelnika televizijske kuće.  Svaki put je bila odjevena u identičan kostim s maskom, s tim da su se boje razlikovale sukladno godišnjim dobima. Dok su Batman i Batgirl provodili istragu u identitet Calendar Girl i polako stezali obruč oko Paige Monroe, da bi na kraju otkrili kako u vlasnitštvu ima napušteni noćni klub. Na Dan mrtvih, Calendar Girl je, odjevena u crno i opremljena kosom, planirala ubiti svoje žrtve, međutim spriječili su ju Batman i Batgirl, nakon čega je odvedena u zatvor.  Na samom kraju, kada Harvey Bullock odluči skinuti njezinu masku, otkriva se tragičnost njezina lika, odnosno krahirana taština kao motiv njezinog ulaska u svijet kriminala. Naime, iako i dalje izgleda prelijepo, što prokomentira i Batgirl, Paige Monroe kriči od pomisli da ju itko, pa i ona sama, vidi bez maske (to je i ranije natuknuto u jednoj sceni kada je napala svog pomoćnika jer ju je umalo vidio bez maske); Batman objašnjava kako, nakon svih godina, njezina psiha više ne vidi njezinu ljepotu, već samo nedostatke.
Svoje prvo pojavljivanje kao Julian Day, odnosno Calendar Man, lik je imao u animiranoj seriji Batman: The Brave and the Bold, točnije u epizodi "Legends of the Dark Mite!", emitiranoj 2009. godine; scenarij za epizodu napisao je Paul Dini, a glas mu je posudio Jim Piddock. Kada je Bat-Mite počeo pozivati protivnike za Batmana, ovaj ga je prevario da pozove Calendar Mana kao izrazito slabog protivnika, što je ovaj i učinio; Batman je nakon toga fingirao da udara Dayja i rekao mu da odglumi pad, što je ovaj spremno uradio. Ipak, Bat-Mite je shvatio prevaru te je unaprijedio Calendar Mana u Calendar Kinga, mnogo snažnijeg i opasnijeg protivnika, koji je uz to dobio sposobnost da pozove bilo kakva čudovišta inspirirana blagdanskim likovima (npr. Djed Mraz, Uskrsni zeko, ...). Iako u problemu, Batman uspije svladati i ovu verziju Juliana Dayja, nakon čega ga Bat-Mite vrati u normalu i pošalje ga natrag odakle ga je i dozvao. Calendar Manov izgled u ovoj epizodi inspiriran je njegovim "Calendar Cape" kostimom iz 70-ih godina. Kasnije se pojavio još u dvije epizode, "Mayhem of the Music Meister" (kao zatvorenik u Arkhamu) i "A Bat Divided" (kako se druži s ostalim zlikovcima), međutim radilo se o cameo nastupima.
Glavni producent serije Gotham, Bruno Heller, najavio je kako će se Calendar Man pojaviti u drugoj sezoni serije, međutim to se na koncu nije dogodilo. Kasniji intervjui nisu niti potvrdili, niti demantirali dolazak Calendar Mana u seriju, međutim nikakvi detalji nisu poznati.
Svoje jedino filmsko pojavljivanje imao je u animiranom filmu The Lego Batman Movie iz 2017. godine. Radilo se o neglasovnoj cameo ulozi koja je izgledom inspirirana "Calendar Cape" kostimom iz 70-ih godina.

### Videoigre
Iako je u cijelom serijalu imao sporednu ulogu i nikada, zapravo, nije bio Batmanov protivnik, Calendar Man je u sklopu serijala videoigara Batman: Arkham stekao kultni status i predstavlja, zapravo, neizostavnu kariku u potpunom razumijevanju cjelokupne franšize. Glas mu je posudio Maurice LaMarche, a fizički se pojavio u ukupno tri od četiri igre, s tim da je njegovo pojavljivanje u posljednjoj igri iz serijala, Batman: Arkham Knight, bilo svedeno na cameo nastup. Iako same igre otkrivaju dosta detalja o Dayjevoj ulozi u ovom serijalu, njegova priča postaje potpuna tek kroz analizu popratnih materijala.
U igri Batman: Arkham Asylum, Calendar Man se fizički ne pojavljuje, ali Batman pronalazi njegovu ćeliju, oblijepljenu kalendarima, na Arkham Islandu, nakon čega dobije pristup njegovoj biografiji. Julian Gregory Day je ovdje prikazan kao bizarni serijski ubojica koji ubija svoje žrtve na praznike, a dr. Penelope Young, koja je bila njegova liječnica u Arkhamu, dijagnosticirala mu je shizotipni poremećaj ličnosti (razlika u odnosu na ranije izneseni profil sastoji se u tome što stripovski Calendar Man nikada nije bio serijski ubojica) i opisala ga je kao jednog od "pitomijih" pacijenata, osim na praznike, kada proživljava snažne shizotipne epizode i odbija komunikaciju. Nakon incidenta na otoku, Calendar Man je pobjegao iz Arkhama.
Ipak, ubrzo je ponovo uhapšen i zatvoren u novi, megazatvor na sjeveru Gothama, koji će kasnije postati Arkham City. Tu se smjestio u napuštenoj sudnici Solomona Waynea, gdje je otimao slučajne goste koji bi u neznanju ušli u prostoriju. Ipak, kada je Two-Face odlučio preuzeti sudnicu kao svoj centar operacija, Calendar Man je svladan i zatvoren u pritvorsku ćeliju u podrumu zgrade, koju je također oblijepio kalendarima. Čini se kako je u tom periodu zadobio teške fizičke ozljede, uključujući i lom vrata te ozljedu noge zbog koje je šepao. Kasnije, kada je Two-Face organizirao proces protiv Jokera zbog činjenice da su svi završili u Arkham Cityju, Calendar Man je doveden kao zamjenski porotnik nakon što je Bane pobjegao iz sudnice. Ubrzo se na licu mjesta pojavio i Batman, a u cijelom sukobu je Calendar Man spasio Two-Faceov život tako što ga je povukao od eksplozije; ipak, unatoč tomu, ponovo je vraćen u svoju ćeliju. Na toj je lokaciji dočekao i početak igre Batman: Arkham City, gdje je bio jedan od tek rijetkih zlikovaca koji nisu bili direktna prijetnja Batmanu; dapače, Viteza tame je doček(iv)ao kao starog prijatelja. Dr. Hugo Strange je u svom profilu sugerirao kako je Day opsesivno-kompulzivnih psihotik, introvertiran i koji redovno, u samoći, proživljava svoje ranije zločine; opisao ga je neizlječivim te napomenuo da se u slučaju puštanja iz Arkhama njegov zločinački niz može nastaviti u nedogled. Iako direktno ne sudjeluje u zbivanjima i gradu, Calendar Man ipak ima određenu ulogu u priči, a ona se manisfetira kada ga Batman posjeti na pojedine praznike. U tim situacijama, Calendar Man ispriča Batmanu po jednu priču, odnosno ispripovijeda mu jedan od svojih ranijih zločina i to po jedan za svaki mjesec u godini:
- Nova godina (1. siječnja): Day se prisjeća svog napada na bivšu ljubav, kada je nepozvan upao na njezinu novogodišnju zabavu s bacačem plamena i napao sve prisutne. Saznajemo kako je nekoć bio blizak s njom, odnosno kako je on bio uvjeren u to, ali kako je ona u jednom trenutku dobila zabranu prilaska, sugerirajući da ju je Day zapravo uhodio.
- Valentinovo (14. veljače): Priča je donekle slična, a ponovo se tiče Dayjove simpatije, koju istina nije ranije poznavao, ali koju je pratio do njezina stana i pripremio joj poklone za praznik zaljubljenih. Kada ga je ona odbila vrišteći od straha zbog njegove iznenadne pojave, on ju je udavio.
- Dan svetog Patricka (17. ožujka): Priča se odnosi na masovno ubojstvo zmijskim otrovom, koji je kod nekih zmija (ovdje zelena mamba) zelen, kao i bojilo koje se dodaje pivu na navedeni praznik kako bi ono pozelenilo. Znajući da ga je jedan od članova njegove bivše bande pokušao cinkati Batmanu, Calendar Man se odlučio osvetiti, ali, ne znajući tko je to točno uradio, odlučio ih je otrovati sve, pri čemu je bio uspješan. Na samom kraju, sugerira kako je i Batman kriv za njihove smrti.
- Aprilili (1. travnja): Parznik šala i smicalica također se svodio na ljubavno uhođenje djevojke koja je u jednom trenutku priznala da joj nedostaje iznenađenja u životu. Čuvši to, Day je sačekao aprilili te joj je presjekao kočnice automobila i u njega stavio kameru kako bi mogao promatrati njezin izraz lica; vidjevši njezinu paniku, bilo mu je samo žao što ga nije mogla čuti kako viče "Iznenađenje!".
- Majčin dan (promjenjiv datum, svibanj): Slovkajući engleski izraz za riječ "majka" (mother), Calendar Man opisuje svoj traumatičan odnos s majkom, ali i to kako ju je ubio i kako ta riječ za njega sada znači samo truplo. Na samom kraju, nakon ove bizarne rekreacije matricida, Day svojoj majci čestita majčin dan. -
- Dan očeva (promjenjiv datum, lipanj): Slično kao i prethodni mjesec, Day se osvrće na odnos s ocem, koji ga je otpisao kao luđaka i propalicu nakon što je prvi put zatvoren u Arkham, otkad više nisu pričali. Ipak, na sljedeći dan očeva, Day ga je posjetio i pozvao na pecanje, samo da bi u nastavku otkrio kako ga je ubio i njegove dijelove tijela koristio kao mamac; kasnije se, svaki puta kada bi jeo ribu, prisjećao svog oca.
- Dan nezavisnosti (4. srpnja): Ovdje se Day prisjeća svog neuspjelog plana bijega za Dan nezavisnosti, kada je postavio eksplizive po Arkhamu. Ipak, kako je policiji ostavio trag, Batman je shvatio na što se isti odnosi te je spriječio bijeg, ali ne i smrt pacijenata na intenzivnoj, koju je zahvatio plamen od eksplozije.
- Spomendan svetog Roka (16. kolovoza): Kako je sveti Rok zaštitnih pasa, Day je odlučio poslati čopor bijesnih pasa na ulice Gothama da napadnu svakoga tko se pojavio pred njima, uzrokujući da jednim ugrziom njihove žrtve također postaju bijesne. Ispostavilo se kako je Scarecrow pomogao u izradi formule koja je uzrokovala psihotično stanje, a sve je bila prikladna proslava "pasjih vrućina" u kolovozu.
- Praznik rada (promjenjiv datum, rujan): Prisjećajući se ranijih pothvata na Praznik rada - kada je prerušen u građevinskog radnika buldožerom prošao kroz burzu ili kada je, prisjećajući se Herkulovih dvanaest zdataka, po Gothamu pustio divlje lavove, bikove i veprove - Day zaključuje kako je njegov posljednji Praznik rada, kada je napao rodilište, bio najbolji te je pohvalio Batmana na spašavanju svih potencijalnih žrtava.
- Halloween (31. listopada): Day se prisjeća kako je Halloween providio u Arkhamu, navodeći kako je jedan pokušaj bijega organiziran od strane Jokera postao zabavan kada je, nakon što je maskiran bio upao na zabavu, došlo do skidanja maski i novih masovnih ubojstava popraćenih krikovima.
- Dan zahvalnosti (promjenjiv datum, studeni): Otkrivajući kako se, želeći samo topli obiteljski obrok, uglavnom osjeća usamljeno u studenom, Day se prisjeća jednog upada na Dan zahvalnosti, kada je, bježeći od policije, nepozvan upao na večeru kod jedne obitelji. Osim što ih je sve pobio, Day je pohvalio njihovo kuhanje.
- Božić (25. prosinca): Ovdje se otkriva kako je Calendar Man uspio ubiti "visećeg" suca Harknessa, u usporedbi s kojim je Dickensov Ebenezeer Scrooge bio svetac, tako što je, prerušen u Djeda Mraza, čiji je kostim oteo od uličnog glumca kojega je zadavio, upao na sučevu zabavu te ga nakon iste objesio uz pomoć božićnih svjetala; ovaj je događaj nazvao svojim "božićnim specijalom".

Uz navedene, Calendar Man je imao i dvije posebne priče, koje je otkrivao u sljedećim situacijama:
- Ako bi se Catwoman pojavila u sudnici i došla porazgovarati s Dayjem, isti bi joj ispričao priču u kojoj bi sugerirao da je Carmine Falcone njezin otac, što je teza koja je sugerirana u Loeb-Saleovom stripovskom serijalu.[13][14] Sam Falcone se osobno nije pojavio u tzv. Arkhamverseu.
- Ako bi se Batman pojavio 13. prosinca, dan kada je osnovana kompanija Rocksteady (kreatori igre), Calendar Man bi se prisjećao njihovih početaka, svog kriminalnog i njegovog herojskog, dodavši kako se kraj približava te kako će, kao što je bio tu na početku, biti tu i na njegovom kraju.

Nakon što Day Batmanu ispriča svih dvanaest priča, uspijeba pobjeći iz svoje ćelije, gdje ostavlja mrtvog pomoćnika Two-Facea.
Na samom početku igre Batman: Arkham Origins, Batman može promatrati kako Black Mask (zapravo prerušeni Joker) oslobađa Dayja iz plinske komore u kojoj je trebao biti pogubljen te na njegovo mjesto stavlja načelnika Loeba, kojega kasnije i ubija. Iako Calendar Man isprva prati Jokera, kasnije nestaje i više se ne pojavljuje u igri. Tokom radnje ove igre i analiziranja dostupnih spisa, otkrije se kako je ubojstvo suca Harknessa izvršeno nakon ovog bijega iz Blackgatea, a isto tako se vrše reference i na druge slučajeve spomenute u gore navedenoj igri. Saznaje se i kako je Batman već ranije imao otvoren spis o Calendar Manu (153 C-M) i kako je njegova inicijalna psihijatrica bila Halreen Quinzel, koja ga je htjela proglasiti neubrojivim, ali je pod pritiskom upravitelja Josepha promijenila dijagnozu kako bi Harkness mogao osuditi Dayja na smrt. Nakon događaja iz ove igre, Calendar Man je ponovo uhapšen te je ovoga puta proglašen neubrojivim, nakon čega je doživotno poslan u Arkham.
U periodu nakon gašenja Arkham Cityja, Calendar Man je na Praznik rada ubio nekoliko ljudi u zgradi Campbellove kalendarske kompanije. To je sve, doduše, bio dio plana da ubije Batmana, kako mu je bio obećao, a pomogao mu je i Arkham Knight, koji mu je dao Electrocutionerove električne rukavice pomoću kojih je trebao onesposobiti komunikacije Viteza tame. Day je uspio stvoriti sedam klonova Solomona Grundyja, svaki od kojih je nazvan po jednom danu u tjednu, što je uvelike iznenadilo Batmana; dok se ovaj tokom tjedna borio s klonovima, Calendar Man je oteo bebu i zaprijetio da će ju pogubiti, ako Batman ne spasi sve otrovane ljude s popisa kojeg mu je ovaj dao. Uvjet je bio da Batman to učini sam i na vrijeme. Vitez tame je, naravno, uspio, ali prije nego što je uspio doći do Dayja, Scarecrow je posjetio zlikovca te ga je uvjerio da odustane od svog plana da ubije Batmana; kada se Vitez tame pojavio, Calendar Man je predao bebu bez borbe. Kasnije si je organizirao tajno skroviše gdje je vodio detaljan dnevnik, a planirao je i ubiti Batmana na Halloween, ali je Scarecrow pokvario njegov plan aktiviranjem svoga; Day je bio bijesan zbog ove činjenice. Na samom kraju igre, Day ima cameo pojavljivanje u masi koja se okupila pred imanjem Wayne, nakon što je Scarecrow otkrio Batmanov pravi identitet. Promatrajući eksploziju aktiviranu kroz Knightfall protokol, Day je ispunio svoje obećanje da će biti tu na Batmanovom "kraju".

## Vanjske poveznice
- Calendar Man at the DC Database Project